# Mesekenhagen

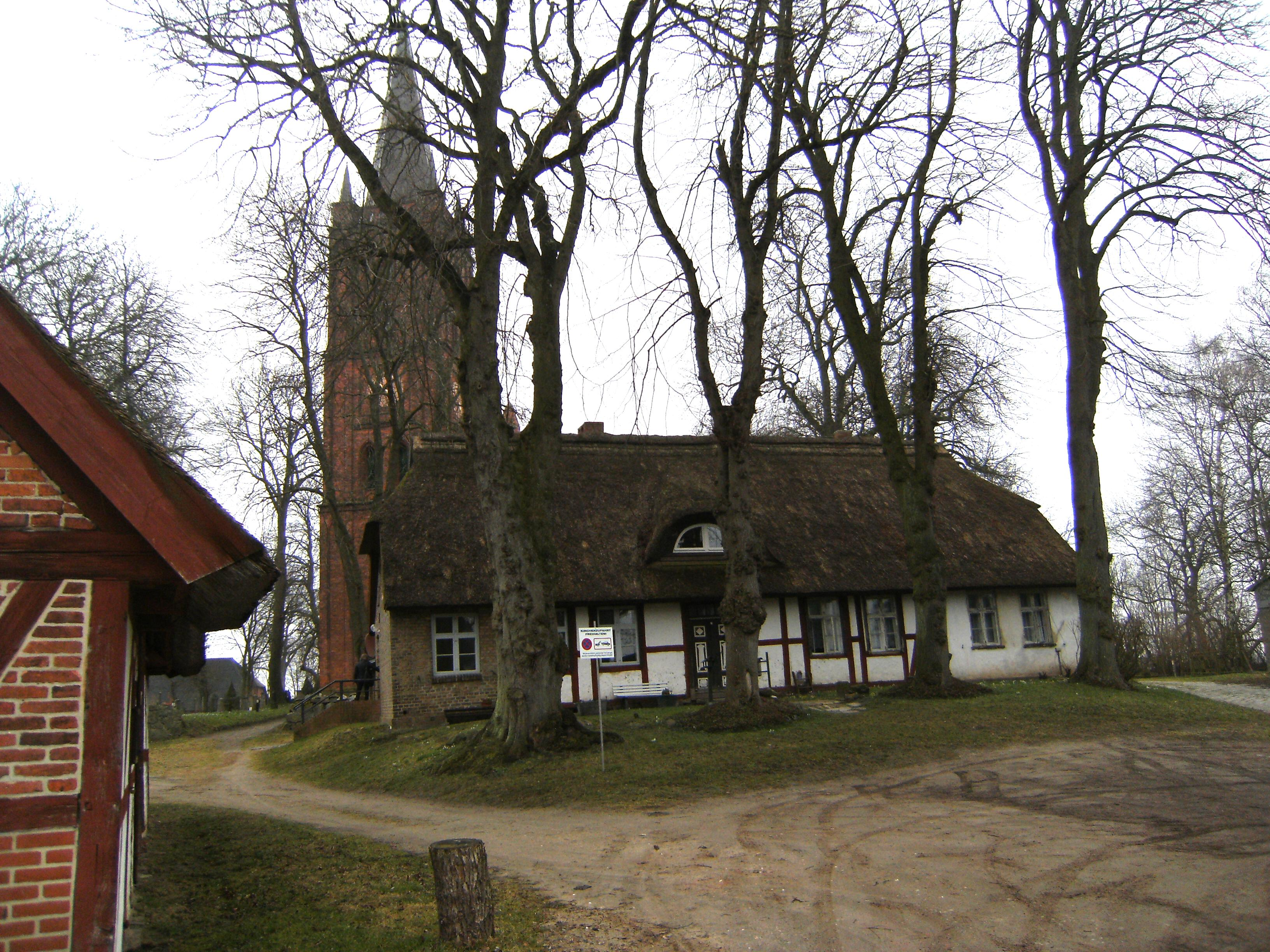
Kirche, Kirchhof und Pfarrhaus in Gristow

Mesekenhagen ist eine Gemeinde im Landkreis Vorpommern-Greifswald. Sie wird vom Amt Landhagen mit Sitz in Neuenkirchen verwaltet. Die Gemeinde ist die nördlichste Gemeinde des Amtes und des Landkreises Vorpommern-Greifswald. Die vorgelagerten Inseln Riems und Koos sind Exklaven der Stadt Greifswald.

## Geografie und Verkehr
Mesekenhagen liegt rund fünf Kilometer nordwestlich von Greifswald, nördlich des Flusses Ryck. Mesekenhagen liegt am Greifswalder Bodden und reicht von der Gristower Wiek bis zum Kooser See. Durch die Gemeinde verläuft die Bundesstraße 105, die ehemalige B 96, von Greifswald nach Stralsund. Die Bundesautobahn 20 ist über die etwa 15 Kilometer entfernte Anschlussstelle Greifswald erreichbar. Durch das Gemeindegebiet verläuft die Bahnstrecke Stralsund–Greifswald, der Bahnhof an dieser wurde jedoch bereits aufgegeben.

## Ortsteile
| - Brook - Frätow - Gristow - Groß Karrendorf | - Kalkvitz - Kowall - Mesekenhagen | Wüstungen und Wohnplätze in der Gemeinde - Klein Karrendorf (Wohnplatz) - Breseger (Wüstung) - Bucowe (Wüstung) - Hohenbrock (Wüstung) | - Kalenberch (Wüstung) - Lieps (Wüstung) - Nemelendorp (Wüstung) - Wische (Wüstung) |

## Geschichte

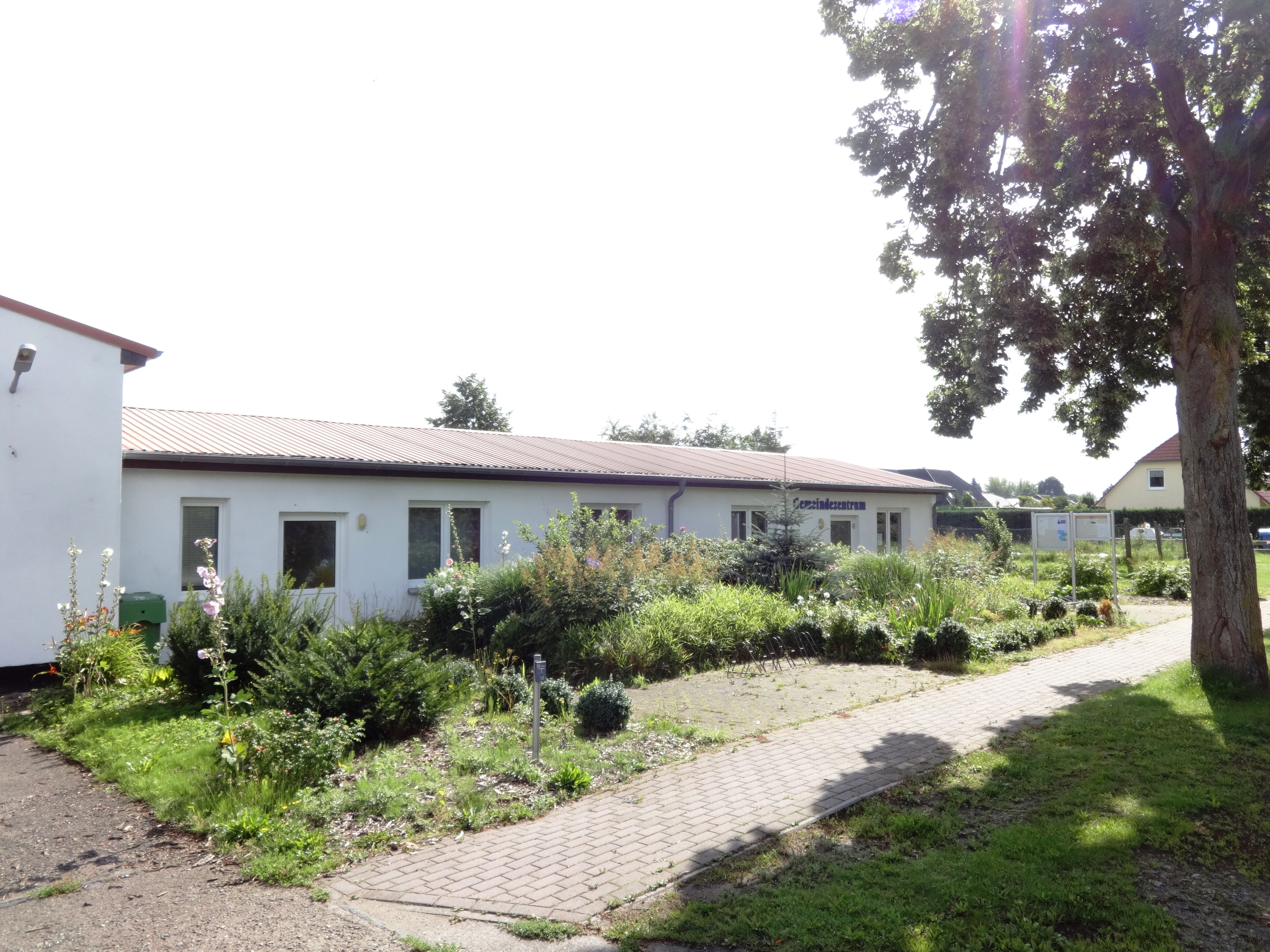
Gemeindehaus von Mesekenhagen

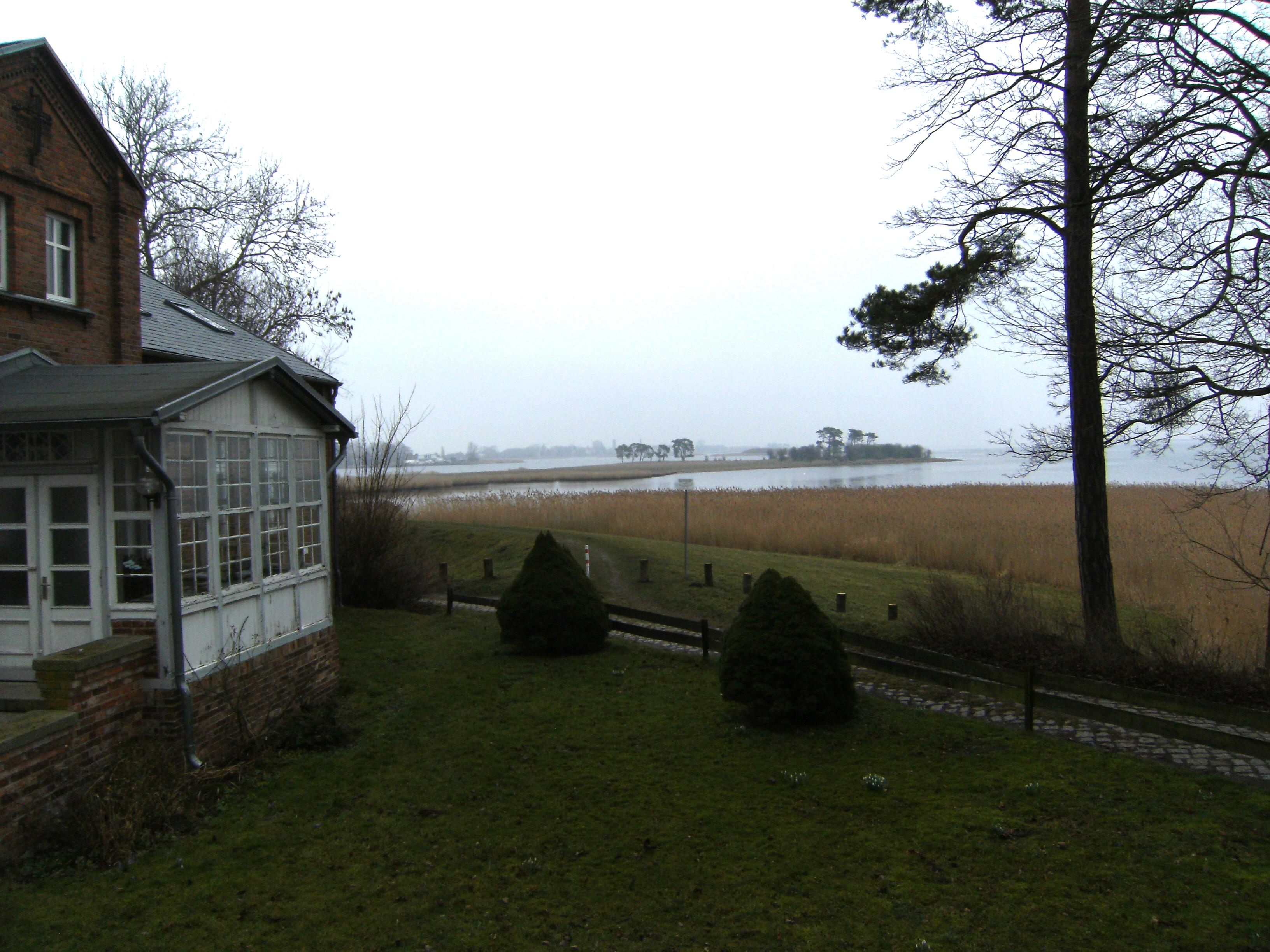
Blick von der Kirche zur Gristower Wiek

### Mesekenhagen
Zu Beginn des 14. Jahrhunderts war der Knappe Johann von Slawekestorpe Eigentümer des Dorfes Mesekenhagen. 1325 veräußerte er vier Höfe des Ortes an ansässige Bewohner. In den Kaufurkunden wurde der Ort als „Mesekenhaghen“ benannt, das darauf schließen lässt, dass es sich um eine deutsche Rodungsgründung handelt. Laut Manfred Niemeyer. ist der Name aber eine  slawisch-deutsche Mischform, der Namensteil Meseken ist schwer zu deuten, wahrscheinlich nach dem slawischen Bär oder der Mitte der Rodung. 1397 erhielt die Stadt Greifswald das Recht, unter anderem über Mesekenhagen eine neue Landstraße nach Reinberg zu bauen.
Nach dem Ende des Dreißigjährigen Krieges gehörte Mesekenhagen von 1648 bis 1815 zu Schwedisch-Pommern. Nach dem Nordischen Krieg (1700–1720) richtete Schweden mit sieben Distrikten eine neue neu Verwaltungsstruktur ein, und Mesekenhagen wurde in den Distrikt Grimmen eingegliedert. Als Vorpommern 1815 durch den Wiener Kongress Preußen zugesprochen wurde, übernahm man per Kreisverordnung von 1816 die bisherige Struktur, lediglich wurden die Distrikte in Landkreise umbenannt.
Am 11. November 1863 wurde in zwei Kilometer Entfernung der Bahnhof Mesekenhagen mit der Eröffnung der Bahnstrecke Angermünde–Stralsund in Betrieb genommen. Er wurde in den 1970er Jahren im Zusammenhang mit der Erneuerung des zweiten Gleises außer Betrieb genommen. 1898 wurde die Freiwillige Feuerwehr gegründet. 1910 hatte Mesekenhagen 265 Einwohner. Mit der Zuordnung der sogenannten Wohnorte „Eisenbahnhaltepunkt“ und „Kowall“ stieg die Einwohnerzahl auf 374, sank zu Beginn des Zweiten Weltkriegs leicht auf 363. Das ehemalige 100 ha große Greifswalder Universitätsgut Mesekenhagen wurde 1939 an einen privaten Bewirtschafter verkauft.
Nach Kriegsende lebten durch Zuzug von Kriegsflüchtlingen 1946 1468 Menschen in Mesekenhagen, das sich zu diesem Zeitpunkt in der Sowjetischen Besatzungszone befand. 1950 wurde die Gemeinde Mesekenhagen in den Landkreis Greifswald eingegliedert. Gleichzeitig wurden die Ortsteile Brook, Frätow, Gristow, Groß Karrendorf, Kalkwitz, Klein Karrendorf und Kowall eingemeindet. Im Zuge der Vergenossenschaftlichung der Landwirtschaft in der DDR wurde das ehemalige Greifswalder Universitätsgut 1952 in die Landwirtschaftliche Produktionsgenossenschaft Mesekenhagen umgewandelt. 1964 hatte Mesekenhagen mit seinen sechs Ortsteilen 1026 Einwohner.
Bis zur politischen Wende von 1990 war die Gemeinde Mesekenhagen dem DDR-Bezirk Rostock zugeordnet. Nachdem auf dem Gebiet der DDR 1990 neue Bundesländer gebildet worden waren, lag Mesekenhagen im Bundesland Mecklenburg-Vorpommern. Im Zuge der Kreisreform von 1994 wurde die Gemeinde Mesekenhagen in den neu gebildeten Landkreis Ostvorpommern eingegliedert. Bereits 1992 war Mesekenhagen dem Amt Landhagen beigetreten, das die Verwaltungsgeschäfte für die beteiligten Gemeinden übernahm, und deren Sitz sich seit 1999 in Neuenkirchen befindet. Mit der zweiten Kreisreform von 2011 kam Mesekenhagen zum Landkreis Vorpommern-Greifswald. Nachdem 1990 die LPG aufgelöst worden war, wandelte sich die Gemeinde von rein landwirtschaftlicher Prägung zur Wohnsiedlung. Nur noch ein Rinderzuchtbetrieb führte die landwirtschaftliche Tradition weiter. Seit 2003 bis zu seinem Umzug nach Greifswald 2018 hatte das Pharmaunternehmen Ceplapharm seinen Hauptsitz in Mesekenhagen und war zu dieser Zeit größter Arbeitgeber im Ort.

### Brook
Brook wurde 1326 als Duvelsbrueke erstmals urkundlich genannt. Weiterhin wurden andere sehr unterschiedliche Namen gebraucht, bis 1696 der Name Brook auftauchte. Der Name bedeutet „Teufelsbruch“, weil der Ort am Greifswalder Bodden in nasser Wiesenumgebung mit Bruchwald liegt.
Im Ort befand sich um 1880 (MTB) ein kleines Gut und etwas abgelegen ein Forsthaus. Südlich von Brook befanden sich vier archäologisch nachgewiesene slawische Siedlungen und östlich an der Küste zwei Schanzen aus dem 18. Jahrhundert, die wohl die Einfahrt nach Greifswald schützen sollten.

### Frätow
Frätow wurde urkundlich 1320 erstmals als Vretokowe erwähnt. Erst 1692 erfolgte die erste Nennung mit dem aktuellen Namen, danach aber auch noch in abweichenden Schreibweisen. Der slawische Gründungsname bedeutet so viel wie „Geschwür“, aber auch „Spindel“. Neben dem Ort gab es eine spätwendische bis ins Frühdeutsche reichende Siedlung, die archäologisch nachgewiesen ist. 1342 schenken die Pommernherzöge Bogislav V., Barnim IV. und Wratislav V. das Gut Vretekow der Stadt Greifswald. Bei der Sturmflut vom 17. Januar 1396 wurde ein Teil Frätows überschwemmt und es entstand nördlich des Ortes die Gristower Wiek. Im Dreißigjährigen Krieg wurde Frätow während der Wallensteinschen Besetzung zwischen 1627 und 1631 völlig zerstört. In die Zeit hielt sich die junge Greifswalder Dichterin Sibylle Schwarz mehrfach auf dem Frätower Gut ihres Vaters, des Bürgermeisters Christian Schwarz, auf. Sie nannte das Gut ihren „Freudenort“ und widmete ihm viele Gedichte und ein Trauerspiel. 1678 wurde Frätow erneut durch Kriegshandlungen verwüstet, die landwirtschaftlichen Flächen mussten von Karrendorf aus bewirtschaftet werden. Im 19. Jahrhundert bestand der Gutsbezirk Frätow aus dem Gutshof, drei Katen und der Holländerei Lieps. 1851 wurde zum Schutz gegen Sturmfluten ein Deich errichtet, der jedoch den Stürmen von 1872 und 1874 nicht standhielt. Ein neuer Deich wurde erst 1910 gebaut. Nach anderen Quellen konnte der Deich erst 1916 im Auftrag der Deutschen Ansiedlungsbank vollendet werden.
Ende des 19. Jahrhunderts wurde ein neues Gutshaus erbaut, ehemals ein zweigeschossiges massives Traufenhaus mit Pilastergliederung und einem mit Zahnschnitt verzierten Hauptgesims. Es hat ein Krüppelwalmdach mit Falzziegeleindeckung. Später wurde der Teil mit den Wirtschaftsräumen und der Veranda abgerissen, der Eingangsbereich mit Erkervorsprung, Rundbogensprossenfenstern und der Treppenaufgang an der Rückfront wurden wesentlich verändert. Nachdem 1910 für den Gutsbezirk Frätow 192 Einwohner ermittelt worden waren, verkaufte die Stadt Greifswald 1911 das Gut um eine Aufsiedlung zu ermöglichen. Daraufhin stieg die Einwohnerzahl bis 1939 auf 213. Nach dem Ende des Zweiten Weltkriegs wurde der Gutspark abgeholzt und mit Neubauernstellen überbaut. Ab 1953 wurden die Landwirtschaftsflächen von der LPG Mesekenhagen bewirtschaftet, ab 1960 war der Ort vollgenossenschaftlich. 1964 drehte Kurt Tetzlaff im Ortsteil Frätow einen Film über junge Arbeiter in der Erdölförderung mit Manfred Krug als Sprecher. In der DDR wurde der Film nie gezeigt. Zum weiteren Ausbau des Hochwasserschutzes wurde 1984 das Schöpfwerk Frätow errichtet. Nach der Wende verlor Frätow seinen landwirtschaftlichen Charakter und entwickelte sich zu einer Ferienhaussiedlung.

### Gristow und die Gristower Wiek
Der Ortsteil Gristow wurde bereits im Jahr 1248 erstmals urkundlich als Cristogh erwähnt. Sein Name konnte bis heute etymologisch nicht endgültig geklärt werden, ob im Slawischen „Kreuz“ oder „Taufe“ gemeint war. Gristow entstand als kleines slawisches Angerdorf und befand sich seit dem 13. Jahrhundert im Besitz einer Seitenlinie der Fürsten von Rügen, der Familie von Gristow. Diese Landadligen verkauften im 14. Jahrhundert ihre Ländereien nach und nach an die Stadt Greifswald.
Von der Ortschaft leitet sich auch der Name Gristower Wiek, einer kleinen flachen Bucht an der Westküste des Greifswalder Boddens ab. Die dreiecksförmige Bucht ist nur 2,7 km² groß und weist Tiefen von weniger als zwei Meter bis maximal vier Meter auf. Ihr vorgelagert sind die Insel Riems, die durch das auf ihr befindliche Forschungszentrum für Tierseuchen „Friedrich Loeffler“ international bekannt wurde, und die in ihrer Nähe liegenden Holme Großer Werder, Kleiner Werder, Reffbrinks, Brinkenberg und der bereits mit dem Festland verbundene Fahrenbrink als Vogelschutzgebiete.
Dieser Abschnitt der flachen Boddenküste mit der Gristower Wiek war seit Jahrhunderten Sturmhochwassern ausgesetzt. Die Sturmfluten in den Jahren 1298 und 1306 sollen die Wiek erst in ihrer heutigen Form geschaffen haben. Seinerzeit wurde in dem Bereich die alte Landstraße zwischen Stralsund und Greifswald durch das Hochwasser unpassierbar und auch die Zolleinnahmestelle an der dortigen Brücke zerstört. Im folgenden Jahr (1397) erhielt die Stadt Greifswald vom Landesherrn das Recht erteilt, eine neue Landstraße über Mesekenhagen und Kowall nach Reinberg auszubauen. Dieser Straßenabschnitt wurde somit einer der historischen Vorläufer des späteren Teils der Fernverkehrs- bzw. Bundesstraße 96. Sturmhochwasser veränderten durch Zerstörungen immer wieder den inneren Teil der Wiek, so z. B. in den Jahren 1904, 1914, 1949 und 1954, wobei die küstendynamischen Prozesse aber nicht abgeschlossen sind. Im westlichen Küstenabschnitt des Greifswalder Boddens einschließlich der Gristower Wiek sind besondere Wetter-Phänomene von Bedeutung und zu beachten:

„Meist wehen die Stürme … aus südlichen bis westlichen Richtungen und lassen besonders im westlichen Bodden für Stunden oder Tage mit bis zu 1 m … unter NN ein nordseeähnliches Watt entstehen. Kommen sie aus nördlichen bis östlichen Richtungen, so steigt der Wasserspiegel, und Sturmfluten sind die Folge. Besonders die exponierten flachen Küstenabschnitte im Südwesten des Boddens werden dann vom Ostseewasser überflutet“

In Gristow war die Landwirtschaft und Fischerei seit Beginn an eine wichtige Erwerbsmöglichkeit für die Bevölkerung. 1955 plante der Rat des Kreises Greifswald daher einen Hafen, der 1957 aus verankerten Holzspundwänden fertiggestellt wurde. Die Ausführung war jedoch mangelhaft, so dass die Gemeinde bereits nach kurzer Zeit eine zweite, vorgelagerte Wand einziehen lassen musste. Die Ränder wurden dabei mit Naturstein und Beton befestigt. 2015 erfolgte eine erneute Sanierung des Bollwerks, in dem die Gemeinde eine rückverankerte Stahlspundwand einzog. Der Hafen wird vom Hafenverein Gristow e. V. bewirtschaftet. Dort hat sich bis in die jüngste Zeit der alte pommersche Brauch des jährlichen Tonnenabschlagens im Monat Mai oder zum Erntedankfest erhalten, wobei die drei besten Reiter zum „Boden-, Stäben- und Tonnenkönig“ gekürt werden. Dieser Brauch soll bis in die Zeit des Dreißigjährigen Krieges (1618–1648) zurückreichen, als die Schweden Pommern besetzten und die hiesigen Fischer ihren Tribut in dieser Form zu entrichten hatten.
Die Gemeinde Gristow wurde am 1. Juli 1950 aufgeteilt. Die Insel Riems wurde zu einer selbständigen Gemeinde. Der Ort Gristow kam zu Mesekenhagen.

### Kalkvitz
Kalkvitz wurde 1229 als Virtiz Calicowiz erstmals urkundlich erwähnt. 1313 tauchte der ähnlich dem aktuellen Namen die Bezeichnung Kalkeviz auf. Der Name slawischen Ursprungs wird mit „Sumpf“ gedeutet.[2] Westlich von Kalkvitz gibt es vier archäologisch nachgewiesenen slawischen Siedlungen, die ebenfalls die frühe slawische Besiedlung belegen. 1375 kam das Dorf zusammen mit der Insel Riems und anderen Gebieten von den Herren von Dotenberg an die Stadt Greifswald und wurde als Stadtgut geführt. Im 17. Jahrhundert hatte Kalkvitz den Charakter eines Fischerbauerndorf, das in Form eines Sackdorfes angelegt war. Die Bewohner waren Kossäten, die neben der kleinen Ackerwirtschaft dem Fischfang nachgingen. Am Ende des 17. Jahrhunderts lebten dort fünf Familien, die jeweils vier Morgen Acker bebauten. Zwei Höfe lagen zu dieser Zeit wüst. Mitte des 18. Jahrhunderts war die Zahl der Kossäten auf drei zusammengeschmolzen, von denen nun jeder sieben Morgen bewirtschaftete. Von 1811 an waren die Kossäten Erbpächter, 1850 wurden sie Eigentümer ihrer Höfe. Da Kalkwitz unmittelbar am Greifswalder Bodden liegt, war der Ort von jeher Überschwemmungen ausgesetzt. Erst 1902 wurde der Hochwasserdeich Gristow-Kalkvitz errichtet. Zur Volkszählung 1910 war Kalkvitz noch ein Gutsbezirk mit 30 Einwohnern. Mitte der 1950er Jahre wurde am Nordostufer des Ortsbereiches ein Heizhaus für die Wohnsiedlung Riemser Ort errichtet. Nach der Wende stieg die Einwohnerzahl von Kalkvitz ständig an. In Kalkvitz befindet sich eine große Kleingartenanlage, die größer ist als der eigentliche Ortskern. Seit Jahren gibt es Konflikte mit den Gartennutzern, von denen viele ihre Parzellen in Erholungsgrundstücke umgewandelt haben.

### Karrendorf
Die Unterscheidung von Groß und Klein Karrendorf wurde nach dem Zweiten Weltkrieg vorgenommen, als 1,5 km westlich des Altdorfes eine Siedlung für Neubauern errichtet wurde, welche die Ortsbezeichnung Klein Karrendorf erhielt. Wenn im Folgenden von Karrendorf die Rede ist, ist bis 1945 das nachmalige Groß Karrendorf gemeint.
Groß Karrendorf wurde 1301 als de Kerndorp erstmals urkundlich erwähnt. 1313 ging die Ortsbezeichnung in Karrendorf über. Zu dieser Zeit gehörte das Dorf der Familie Slawestorpe. Später ging Karrendorf in Besitz des slawischen Fürstentums Rügen über. Am 28. Oktober 1322 verlieh Wizlaw III. von Rügen das Gut Karrendorf als Stiftung den Greifswalder Hospitälern zum Hl. Geist und St. Georg. In Karrendorf wurde stets Landwirtschaft betrieben, für 1670 wurden vier Bauern und acht Kossaten angegeben. 1788 pachteten sechs Bauern ihre Höfe von der Stadt Greifswald, die inzwischen das Hospitalvermögen verwaltete. 1805 wurde das Karrendorfer Schulhaus erbaut. Vermutlich durch Brandstiftung brannten mehrere Höfe ab, sodass 1828 nur noch vier Großbauernhöfe vorhanden waren. Nach der Volkszählung von 1910 hatte der Gutsbezirk Karrendorf 103 Einwohner. 1934 schloss die Stadt Greifswald einen Tauschvertrag mit der Greifswalder Universität ab, mit dem Karrendorf gegen Ladebow an die Universität ging.
Im Rahmen der Bodenreform das Gut 1945 aufgelöst und die landwirtschaftlichen Flächen an Neubauern vergeben. Für die Errichtung der neuen Höfe wurde auch das Abrissmaterial des Guthauses Brook verwendet. Die entstandene neue Siedlung wurde als Klein Karrendorf bezeichnet, während das Altdorf künftig Groß Karrendorf hieß. Da Karrendorf von jeher hochwassergefährdet war, wurde 1959 östlich von Groß Karrendorf die Hochwasser-Schutzanlage „Schöpfwerk Ryck-Ziese Karrendorf“ errichtet und 1966 der 3000 m lange Deich Leist I – Karrendorf erneuert. 1970 wurde ein Damm zur benachbarten Insel Koos gebaut, der nach der Wende durch eine Brücke ersetzt wurde.

### Kowall
Kowall wurde 1325 urkundlich als „Dancwarde de Kowal“ erwähnt. Der Name Kowall stammt aus dem Altslawischen und bedeutet so viel wie Schmiede. Ein jungslawischer Burgwall, der Gardist, befindet sich ca. 1600 m westlich von Kowall. Als 1396 ein Hochwasser Gristow zerstörte, wurde Kowall vorübergehend Zollstation an der Handelsstraße Greifswald – Stralsund. Nachdem 1910 auf der Insel Riems das virologische Forschungsinstitut gegründet worden war, wurde in Kowall für das Institut ein Quarantänestall errichtet. Die Volkszählung von 1910 hatte für den Gutsbezirk Kowall 99 Einwohner ermittelt. 1944 stürzte eine in Ladebow zu einem Trainingsflug gestartete Junkers 88 in ein Moorstück bei Kowall ab und versank mit drei Besatzungsmitgliedern. Das Flugzeug wurde erst 1978 bei Meliorationsarbeiten entdeckt, aber nicht geborgen. Die Fundstelle wurde als Bodendenkmal deklariert.
Breseger (Wüstung)
Breseger wurde als bresegher 1356 erstmals urkundlich genannt. Der Name bedeutet im slawischen Sprachgebrauch so viel wie „Birkenberg“. 1582 wurde es letztmals als Breßegere genannt. Danach war es wüst. Die genaue Position der Wüstung ist bislang nicht ermittelt, die Urkunden geben nur die Lage bei Mesekenhagen und Kowall an.
Bucowe (Wüstung)
Der Ort bei Gristow in der Gemeinde Mesekenhagen wurde 1313 mit in villa Bucowe urkundlich genannt. Der Ort wurde wohl bald danach wüst. Nur noch der in Liegenschaftskarten genannte Flurnamen „Bukowberg“ verweist auf die wüste Ortschaft.
Lieps (Wüstung)
Nordöstlich von Frätow lag ein kleiner Ort, der 1335 mit Lypeze urkundlich genannt wurde, der slawische Name bedeutet Linde. Dieser Ort Lieps wurde um 1630 zerstört bis auf einen Hof und lag nach 1821 ganz wüst. Die Feldmark fiel an Frätow, heute zeugt nur noch ein Flurname von dem Ort.
Hohenbrock (Wüstung)
Auf halbem Weg zwischen Mesekenhagen und Karrendorf lag um 1835 ein kleiner Wohnplatz mit dem Namen Hohenbrock. Bis vor 1880 lt. MTB fiel er wieder wüst. Dort befand sich eine Bockwindmühle, die wohl der Grund für diese Ansiedlung war. Möglicherweise ist sie abgebrannt, wie so oft und nicht wieder aufgebaut worden, damit wurde die Siedlung überflüssig.
Kalenberch (Wüstung)
Kalenberch wurde 1313 erstmals als Kalemberghe urkundlich genannt. Der Ort wurde noch mehrmals bis 1383 erwähnt. 1351 werden Katenstellen beschrieben und 1381 bis 1383 erwarb die Stadt Greifswald dort das Eigentum an der Feldmark. Das Dorf fiel wüst. Es ist nur noch durch den Flurnamen „Kalenberg“ in den alten Liegenschaftskarten zu lokalisieren.
Archäologisch sind westlich von Kalkvitz mehrere spätslawische Siedlungareale gefunden worden, mit diesen könnte die Wüstung Kalenberch zusammenhängen.
Nemelendorp (Wüstung)
Nemelendorp wurde mit dem genannten Namen 1342 urkundlich erstmals lt. PUB genannt. Die Lage ist bislang nicht exakt zu bestimmen. Es soll aber bei einem Friedhof von Mesekenhagen gelegen haben. Die Namensdeutung geht auf die slawische Silbe „Nemil“ = „nicht lieb“ zurück.
Wische (Wüstung)
Der Ort wurde 1697 als „Wisch“ erstmals genannt. Später heißt er „Wische“. Es war ein Hof im Kirchspiel Gristow, der zu Greifswald gehörte und 1782 wüst fiel. Wische bedeutet im niederdeutschen „die Wiese“.

## Politik

### Wappen, Flagge, Dienstsiegel
Die Gemeinde verfügt über kein amtlich genehmigtes Hoheitszeichen, weder Wappen noch Flagge. Als Dienstsiegel wird das kleine Landessiegel mit dem Wappenbild des Landesteils Vorpommern geführt. Es zeigt einen aufgerichteten Greifen mit aufgeworfenem Schweif und der Umschrift „GEMEINDE MESEKENHAGEN * LANDKREIS VORPOMMERN-GREIFSWALD“.

## Sehenswürdigkeiten
- Gristower Kirche aus dem 14. Jahrhundert, mit Schule und Pfarrhaus
- Boddenküste
- Naturerlebnispark Gristow
- Karrendorfer Wiesen/Insel Koos, Vogelschutzgebiet

## Söhne und Töchter der Gemeinde
- Rudolf Asmis (1879–1945), deutscher Jurist und Diplomat
- Walter Asmis (1880–1954), deutscher Verbandsfunktionär